# Lista localităților din Slovenia (S)
Lista localităților din Slovenia care încep cu litera  S.
Lista localităților:
A -
B -
C -
Č -
D -
E -
F -
G -
H -
I -
J -
K -
L -
M -
N -
O -
P -
R -
S -
Š -
T -
U -
V -
Z -
Ž
| Localitate                              | Comună                                    | Imagine |
| --------------------------------------- | ----------------------------------------- | ------- |
| Sabonje                                 | Comuna Ilirska Bistrica                   |         |
| Sad                                     | Comuna Ivančna Gorica                     |         |
| Sadinja vas pri Dvoru                   | Comuna Žužemberk                          |         |
| Sadinja vas                             | Comuna urbană Ljubljana                   |         |
| Sajenice                                | Comuna Mirna                              |         |
| Sajevce                                 | Comuna Kostanjevica na Krki               |         |
| Sajevče                                 | Comuna Postojna                           |         |
| Sajevec                                 | Comuna Ribnica                            |         |
| Saksid                                  | Comuna urbană Nova Gorica                 |         |
| Sakušak                                 | Comuna Juršinci                           |         |
| Samotorica                              | Comuna Horjul                             |         |
| Sanabor                                 | Comuna Vipava                             |         |
| Sapnik                                  | Comuna Kostel                             |         |
| Sarsko                                  | Comuna Ig                                 |         |
| Satahovci                               | Comuna urbană Murska Sobota               |         |
| Sava                                    | Comuna Litija                             |         |
| Savci                                   | Comuna Sveti Tomaž                        |         |
| Savica                                  | Comuna Bohinj                             |         |
| Savina                                  | Comuna Ljubno                             |         |
| Savinsko                                | Comuna Makole                             |         |
| Sebeborci                               | Comuna Moravske Toplice                   |         |
| Sebenje                                 | Comuna Tržič                              |         |
| Seč                                     | Comuna Kočevje                            |         |
| Seča                                    | Comuna Piran                              |         |
| Sečje Selo                              | Comuna Črnomelj                           |         |
| Sečovlje                                | Comuna Piran                              |         |
| Sedlarjevo                              | Comuna Podčetrtek                         |         |
| Sedlašek                                | Comuna Podlehnik                          |         |
| Sedlo                                   | Comuna Kobarid                            |         |
| Sedraž                                  | Comuna Laško                              |         |
| Segonje                                 | Comuna Škocjan                            |         |
| Segovci                                 | Comuna Apače                              |         |
| Sejanci                                 | Comuna Sveti Tomaž                        |         |
| Sejenice                                | Comuna Trebnje                            |         |
| Sekirišče                               | Comuna Velike Lašče                       |         |
| Sela na Krasu                           | Comuna Miren - Kostanjevica               |         |
| Sela nad Podmelcem                      | Comuna Tolmin                             |         |
| Sela pri Ajdovcu                        | Comuna Žužemberk                          |         |
| Sela pri Dobovi                         | Comuna Brežice                            |         |
| Sela pri Dobu                           | Comuna Ivančna Gorica                     |         |
| Sela pri Dolenjskih Toplicah            | Comuna Dolenjske Toplice                  |         |
| Sela pri Dragatušu                      | Comuna Črnomelj                           |         |
| Sela pri Hinjah                         | Comuna Žužemberk                          |         |
| Sela pri Jugorju                        | Comuna Metlika                            |         |
| Sela pri Kamniku                        | Comuna Kamnik                             |         |
| Sela pri Otovcu                         | Comuna Črnomelj                           |         |
| Sela pri Raki                           | Comuna Krško                              |         |
| Sela pri Ratežu                         | Comuna urbană Novo mesto                  |         |
| Sela pri Sobračah                       | Comuna Ivančna Gorica                     |         |
| Sela pri Šentjerneju                    | Comuna Šentjernej                         |         |
| Sela pri Šmarju                         | Comuna Grosuplje                          |         |
| Sela pri Štravberku                     | Comuna urbană Novo mesto                  |         |
| Sela pri Šumberku                       | Comuna Trebnje                            |         |
| Sela pri Višnji Gori                    | Comuna Ivančna Gorica                     |         |
| Sela pri Volčah                         | Comuna Tolmin                             |         |
| Sela pri Vrčicah                        | Comuna Semič                              |         |
| Sela pri Zajčjem Vrhu                   | Comuna urbană Novo mesto                  |         |
| Sela pri Zburah                         | Comuna Šmarješke Toplice                  |         |
| Sela                                    | Comuna Šmarješke Toplice                  |         |
| Sela                                    | Comuna Osilnica                           |         |
| Sela                                    | Comuna Podčetrtek                         |         |
| Sela                                    | Comuna Sežana                             |         |
| Sela                                    | Comuna Videm                              |         |
| Selca                                   | Comuna Železniki                          |         |
| Selce nad Blanco                        | Comuna Sevnica                            |         |
| Selce pri Leskovcu                      | Comuna Krško                              |         |
| Selce pri Moravčah                      | Comuna Moravče                            |         |
| Selce                                   | Comuna Lenart                             |         |
| Selce                                   | Comuna Litija                             |         |
| Selce                                   | Comuna Lukovica                           |         |
| Selce                                   | Comuna Pivka                              |         |
| Selce                                   | Comuna Tolmin                             |         |
| Selce                                   | Comuna Vojnik                             |         |
| Sele                                    | Comuna Ravne na Koroškem                  |         |
| Sele                                    | Comuna urbană Slovenj Gradec              |         |
| Sele pri Polskavi                       | Comuna Slovenska Bistrica                 |         |
| Sele                                    | Comuna Šentjur                            |         |
| Selišče                                 | Comuna Dolenjske Toplice                  |         |
| Selišče                                 | Comuna Tolmin                             |         |
| Selišči                                 | Comuna Sveti Jurij ob Ščavnici            |         |
| Selnica ob Dravi                        | Comuna Selnica ob Dravi                   |         |
| Selnica ob Muri                         | Comuna Šentilj                            |         |
| Selnik                                  | Comuna Ig                                 |         |
| Selo nad Laškim                         | Comuna Laško                              |         |
| Selo nad Polhovim Gradcem               | Comuna Dobrova - Polhov Gradec            |         |
| Selo pri Bledu                          | Comuna Bled                               |         |
| Selo pri Ihanu                          | Comuna Domžale                            |         |
| Selo pri Kostelu                        | Comuna Kostel                             |         |
| Selo pri Mirni                          | Comuna Mirna                              |         |
| Selo pri Moravčah                       | Comuna Moravče                            |         |
| Selo pri Pancah                         | Comuna urbană Ljubljana                   |         |
| Selo pri Radohovi Vasi                  | Comuna Ivančna Gorica                     |         |
| Selo pri Robu                           | Comuna Velike Lašče                       |         |
| Selo pri Vodicah                        | Comuna Vodice                             |         |
| Selo pri Vranskem                       | Comuna Vransko                            |         |
| Selo pri Zagorici                       | Comuna Mirna Peč                          |         |
| Selo pri Zagorju                        | Comuna Zagorje ob Savi                    |         |
| Selo pri Žirovnici                      | Comuna Žirovnica                          |         |
| Selo                                    | Comuna Ajdovščina                         |         |
| Selo                                    | Comuna Krško                              |         |
| Selo                                    | Comuna Moravske Toplice                   |         |
| Selo                                    | Comuna Sežana                             |         |
| Selo                                    | Comuna Žiri                               |         |
| Selovec                                 | Comuna Dravograd                          |         |
| Selska Gora                             | Comuna Mirna                              |         |
| Selski Vrh                              | Comuna Slovenske Konjice                  |         |
| Selšček                                 | Comuna Cerknica                           |         |
| Selšek                                  | Comuna Šmartno pri Litiji                 |         |
| Semič                                   | Comuna Semič                              |         |
| Senadole                                | Comuna Divača                             |         |
| Senadolice                              | Comuna Sežana                             |         |
| Senčak pri Juršincih                    | Comuna Juršinci                           |         |
| Senčak                                  | Comuna Sveti Tomaž                        |         |
| Senešci                                 | Comuna Ormož                              |         |
| Seničica                                | Comuna Medvode                            |         |
| Senično                                 | Comuna Tržič                              |         |
| Senik                                   | Comuna Brda                               |         |
| Senik                                   | Comuna Sveti Tomaž                        |         |
| Seniški Breg                            | Comuna Kanal                              |         |
| Senovica                                | Comuna Šmarje pri Jelšah                  |         |
| Senovo                                  | Comuna Krško                              |         |
| Senožeče                                | Comuna Divača                             |         |
| Senožete                                | Comuna Krško                              |         |
| Senožete                                | Comuna Laško                              |         |
| Senožeti                                | Comuna Dol pri Ljubljani                  |         |
| Senožeti                                | Comuna Zagorje ob Savi                    |         |
| Senuše                                  | Comuna Krško                              |         |
| Serdica                                 | Comuna Rogašovci                          |         |
| Serjuče                                 | Comuna Moravče                            |         |
| Sestrže                                 | Comuna Majšperk                           |         |
| Setnica                                 | Comuna Dobrova - Polhov Gradec            |         |
| Setnica                                 | Comuna Medvode                            |         |
| Setnik                                  | Comuna Dobrova - Polhov Gradec            |         |
| Sevce                                   | Comuna Laško                              |         |
| Sevec                                   | Comuna Slovenska Bistrica                 |         |
| Sevnica                                 | Comuna Sevnica                            |         |
| Sevno                                   | Comuna Šmartno pri Litiji                 |         |
| Sevno                                   | Comuna urbană Novo mesto                  |         |
| Sežana                                  | Comuna Sežana                             |         |
| Sidol                                   | Comuna Kamnik                             |         |
| Sidraž                                  | Comuna Cerklje na Gorenjskem              |         |
| Silova                                  | Comuna urbană Velenje                     |         |
| Silovec                                 | Comuna Brežice                            |         |
| Sinja Gorica                            | Comuna Vrhnika                            |         |
| Sinji Vrh                               | Comuna Črnomelj                           |         |
| Sinovica                                | Comuna Sodražica                          |         |
| Sirči                                   | Comuna urbană Koper                       |         |
| Sitarovci                               | Comuna Ljutomer                           |         |
| Sitež                                   | Comuna Majšperk                           |         |
| Skadanščina                             | Comuna Hrpelje - Kozina                   |         |
| Skakovci                                | Comuna Cankova                            |         |
| Skaručna                                | Comuna Vodice                             |         |
| Skoke                                   | Comuna Miklavž na Dravskem Polju          |         |
| Skomarje                                | Comuna Zreče                              |         |
| Skopo                                   | Comuna Sežana                             |         |
| Skorba                                  | Comuna Hajdina                            |         |
| Skorišnjak                              | Comuna Videm                              |         |
| Skorno pri Šoštanju                     | Comuna Šoštanj                            |         |
| Skorno                                  | Comuna Šmartno ob Paki                    |         |
| Skrblje                                 | Comuna Majšperk                           |         |
| Skrilje                                 | Comuna Ajdovščina                         |         |
| Skrovnik                                | Comuna Sevnica                            |         |
| Sladka Gora                             | Comuna Šmarje pri Jelšah                  |         |
| Sladki Vrh                              | Comuna Šentilj                            |         |
| Slamna vas                              | Comuna Metlika                            |         |
| Slamniki                                | Comuna Bled                               |         |
| Slamnjak                                | Comuna Ljutomer                           |         |
| Slance                                  | Comuna urbană Celje                       |         |
| Slančji Vrh                             | Comuna Sevnica                            |         |
| Slap ob Idrijci                         | Comuna Tolmin                             |         |
| Slap                                    | Comuna Sevnica                            |         |
| Slap                                    | Comuna Tržič                              |         |
| Slap                                    | Comuna Vipava                             |         |
| Slape                                   | Comuna Majšperk                           |         |
| Slapnik                                 | Comuna Brda                               |         |
| Slaptinci                               | Comuna Sveti Jurij ob Ščavnici            |         |
| Slatenik                                | Comuna Pesnica                            |         |
| Slatina pri Dobjem                      | Comuna Dobje                              |         |
| Slatina pri Ponikvi                     | Comuna Šentjur                            |         |
| Slatina v Rožni dolini                  | Comuna urbană Celje                       |         |
| Slatina                                 | Comuna Cirkulane                          |         |
| Slatina                                 | Comuna Kungota                            |         |
| Slatina                                 | Comuna Šmartno ob Paki                    |         |
| Slatinski Dol                           | Comuna Kungota                            |         |
| Slatna                                  | Comuna Radovljica                         |         |
| Slatnik                                 | Comuna Ribnica                            |         |
| Slavče                                  | Comuna Brda                               |         |
| Slavina                                 | Comuna Litija                             |         |
| Slavina                                 | Comuna Postojna                           |         |
| Slavinje                                | Comuna Postojna                           |         |
| Slavski Laz                             | Comuna Kostel                             |         |
| Slavšina                                | Comuna Sveti Andraž v Slovenskih goricah  |         |
| Sleme                                   | Comuna Bloke                              |         |
| Slepšek                                 | Comuna Mokronog - Trebelno                |         |
| Slinovce                                | Comuna Kostanjevica na Krki               |         |
| Slivice                                 | Comuna Cerknica                           |         |
| Slivje                                  | Comuna Hrpelje - Kozina                   |         |
| Slivje                                  | Comuna Krško                              |         |
| Slivna                                  | Comuna Litija                             |         |
| Slivnica pri Celju                      | Comuna Šentjur                            |         |
| Slivnica pri Mariboru                   | Comuna Hoče - Slivnica                    |         |
| Slivniško Pohorje                       | Comuna Hoče - Slivnica                    |         |
| Slivno                                  | Comuna Laško                              |         |
| Slogonsko                               | Comuna Brežice                            |         |
| Sloka Gora                              | Comuna Velike Lašče                       |         |
| Slomi                                   | Comuna Dornava                            |         |
| Slope                                   | Comuna Hrpelje - Kozina                   |         |
| Slovenj Gradec                          | Comuna urbană Slovenj Gradec              |         |
| Slovenja vas                            | Comuna Hajdina                            |         |
| Slovenska Bistrica                      | Comuna Slovenska Bistrica                 |         |
| Slovenska vas                           | Comuna Brežice                            |         |
| Slovenska vas                           | Comuna Kočevje                            |         |
| Slovenska vas                           | Comuna Pivka                              |         |
| Slovenska vas                           | Comuna Šentrupert                         |         |
| Slovenske Konjice                       | Comuna Slovenske Konjice                  |         |
| Slovenski Javornik                      | Comuna Jesenice                           |         |
| Slugovo                                 | Comuna Cerknica                           |         |
| Smast                                   | Comuna Kobarid                            |         |
| Smečice                                 | Comuna Krško                              |         |
| Smednik                                 | Comuna Krško                              |         |
| Smlednik                                | Comuna Medvode                            |         |
| Smokuč                                  | Comuna Žirovnica                          |         |
| Smokvica                                | Comuna urbană Koper                       |         |
| Smoldno                                 | Comuna Gorenja vas - Poljane              |         |
| Smolenja vas                            | Comuna urbană Novo mesto                  |         |
| Smoleva                                 | Comuna Železniki                          |         |
| Smolinci                                | Comuna Cerkvenjak                         |         |
| Smolnik                                 | Comuna Dobrova - Polhov Gradec            |         |
| Smolnik                                 | Comuna Ruše                               |         |
| Smrečje v Črni                          | Comuna Kamnik                             |         |
| Smrečje                                 | Comuna Vrhnika                            |         |
| Smrečno                                 | Comuna Slovenska Bistrica                 |         |
| Smrje                                   | Comuna Ilirska Bistrica                   |         |
| Smrjene                                 | Comuna Škofljica                          |         |
| Smuka                                   | Comuna Kočevje                            |         |
| Snežatno                                | Comuna Brda                               |         |
| Snežeče                                 | Comuna Brda                               |         |
| Snežnik#Naselje Snežnik                 | Comuna Ilirska Bistrica                   |         |
| Snovik                                  | Comuna Kamnik                             |         |
| Sobenja vas                             | Comuna Brežice                            |         |
| Sobetinci                               | Comuna Markovci                           |         |
| Sobrače                                 | Comuna Ivančna Gorica                     |         |
| Socerb                                  | Comuna urbană Koper                       |         |
| Socka                                   | Comuna Vojnik                             |         |
| Soča                                    | Comuna Bovec                              |         |
| Sočerga                                 | Comuna urbană Koper                       |         |
| Sodevci                                 | Comuna Črnomelj                           |         |
| Sodinci                                 | Comuna Ormož                              |         |
| Sodišinci                               | Comuna Tišina                             |         |
| Sodji Vrh                               | Comuna Semič                              |         |
| Sodna vas                               | Comuna Podčetrtek                         |         |
| Sodražica                               | Comuna Sodražica                          |         |
| Sojek                                   | Comuna Slovenske Konjice                  |         |
| Sokoliči                                | Comuna urbană Koper                       |         |
| Solčava                                 | Comuna Solčava                            |         |
| Solkan                                  | Comuna urbană Nova Gorica                 |         |
| Sopota                                  | Comuna Litija                             |         |
| Sopota                                  | Comuna Zagorje ob Savi                    |         |
| Sopotnica                               | Comuna Škofja Loka                        |         |
| Sora                                    | Comuna Medvode                            |         |
| Sotensko pod Kalobjem                   | Comuna Šentjur                            |         |
| Sotensko pri Šmarju                     | Comuna Šmarje pri Jelšah                  |         |
| Soteska pri Moravčah                    | Comuna Moravče                            |         |
| Soteska                                 | Comuna Dolenjske Toplice                  |         |
| Soteska                                 | Comuna Kamnik                             |         |
| Sotina                                  | Comuna Rogašovci                          |         |
| Soviče                                  | Comuna Videm                              |         |
| Sovinja Peč                             | Comuna Kamnik                             |         |
| Sovjak                                  | Comuna Sveti Jurij ob Ščavnici            |         |
| Sovjak                                  | Comuna Trnovska vas                       |         |
| Sovodenj                                | Comuna Gorenja vas - Poljane              |         |
| Sovra                                   | Comuna Žiri                               |         |
| Soze                                    | Comuna Ilirska Bistrica                   |         |
| Spodnja Bačkova                         | Comuna Benedikt                           |         |
| Spodnja Bela                            | Comuna Preddvor                           |         |
| Spodnja Besnica                         | Comuna urbană Kranj                       |         |
| Spodnja Bilpa                           | Comuna Kočevje                            |         |
| Spodnja Branica                         | Comuna urbană Nova Gorica                 |         |
| Spodnja Brežnica                        | Comuna Poljčane                           |         |
| Spodnja Dobrava                         | Comuna Moravče                            |         |
| Spodnja Dobrava                         | Comuna Radovljica                         |         |
| Spodnja Draga                           | Comuna Ivančna Gorica                     |         |
| Spodnja Gorica                          | Comuna Rače - Fram                        |         |
| Spodnja Hajdina                         | Comuna Hajdina                            |         |
| Spodnja Idrija                          | Comuna Idrija                             |         |
| Spodnja Jablanica                       | Comuna Šmartno pri Litiji                 |         |
| Spodnja Javoršica                       | Comuna Moravče                            |         |
| Spodnja Kanomlja                        | Comuna Idrija                             |         |
| Spodnja Kapla                           | Comuna Podvelka                           |         |
| Spodnja Korena                          | Comuna Duplek                             |         |
| Spodnja Kostrivnica                     | Comuna Rogaška Slatina                    |         |
| Spodnja Libna                           | Comuna Krško                              |         |
| Spodnja Lipnica                         | Comuna Radovljica                         |         |
| Spodnja Ložnica                         | Comuna Slovenska Bistrica                 |         |
| Spodnja Luša                            | Comuna Škofja Loka                        |         |
| Spodnja Nova vas                        | Comuna Slovenska Bistrica                 |         |
| Spodnja Orlica                          | Comuna Radlje ob Dravi                    |         |
| Spodnja Pohanca                         | Comuna Brežice                            |         |
| Spodnja Polskava                        | Comuna Slovenska Bistrica                 |         |
| Spodnja Ponkvica                        | Comuna Šmarje pri Jelšah                  |         |
| Spodnja Pristava                        | Comuna Slovenske Konjice                  |         |
| Spodnja Rečica                          | Comuna Laško                              |         |
| Spodnja Rečica                          | Comuna Mozirje                            |         |
| Spodnja Ročica                          | Comuna Benedikt                           |         |
| Spodnja Selnica                         | Comuna Selnica ob Dravi                   |         |
| Spodnja Senarska                        | Comuna Sveta Trojica v Slovenskih goricah |         |
| Spodnja Senica                          | Comuna Medvode                            |         |
| Spodnja Slivnica                        | Comuna Grosuplje                          |         |
| Spodnja Sorica                          | Comuna Železniki                          |         |
| Spodnja Sveča                           | Comuna Majšperk                           |         |
| Spodnja Ščavnica                        | Comuna Gornja Radgona                     |         |
| Spodnja Velka                           | Comuna Šentilj                            |         |
| Spodnja Vižinga                         | Comuna Radlje ob Dravi                    |         |
| Spodnja Voličina                        | Comuna Lenart                             |         |
| Spodnje Bitnje                          | Comuna urbană Kranj                       |         |
| Spodnje Blato                           | Comuna Grosuplje                          |         |
| Spodnje Brezovo                         | Comuna Ivančna Gorica                     |         |
| Spodnje Danje                           | Comuna Železniki                          |         |
| Spodnje Dobrenje                        | Comuna Pesnica                            |         |
| Spodnje Dule                            | Comuna Krško                              |         |
| Spodnje Duplice                         | Comuna Grosuplje                          |         |
| Spodnje Duplje                          | Comuna Naklo                              |         |
| Spodnje Gameljne                        | Comuna urbană Ljubljana                   |         |
| Spodnje Gorče                           | Comuna Braslovče                          |         |
| Spodnje Gorje                           | Comuna Bled                               |         |
| Spodnje Gruškovje                       | Comuna Podlehnik                          |         |
| Spodnje Grušovje                        | Comuna Slovenske Konjice                  |         |
| Spodnje Grušovlje                       | Comuna Žalec                              |         |
| Spodnje Hlapje                          | Comuna Pesnica                            |         |
| Spodnje Hoče                            | Comuna Hoče - Slivnica                    |         |
| Spodnje Jablane                         | Comuna Kidričevo                          |         |
| Spodnje Jarše                           | Comuna Domžale                            |         |
| Spodnje Jelenje                         | Comuna Litija                             |         |
| Spodnje Jezersko                        | Comuna Jezersko                           |         |
| Spodnje Konjišče                        | Comuna Apače                              |         |
| Spodnje Koseze                          | Comuna Lukovica                           |         |
| Spodnje Kraše                           | Comuna Nazarje                            |         |
| Spodnje Laze                            | Comuna Bled                               |         |
| Spodnje Laže                            | Comuna Slovenske Konjice                  |         |
| Spodnje Loke                            | Comuna Lukovica                           |         |
| Spodnje Mestinje                        | Comuna Šmarje pri Jelšah                  |         |
| Spodnje Mladetiče                       | Comuna Sevnica                            |         |
| Spodnje Negonje                         | Comuna Rogaška Slatina                    |         |
| Spodnje Palovče                         | Comuna Kamnik                             |         |
| Spodnje Partinje                        | Comuna Lenart                             |         |
| Spodnje Pijavško                        | Comuna Krško                              |         |
| Spodnje Pirniče                         | Comuna Medvode                            |         |
| Spodnje Pobrežje                        | Comuna Mozirje                            |         |
| Spodnje Poljčane                        | Comuna Poljčane                           |         |
| Spodnje Prapreče                        | Comuna Lukovica                           |         |
| Spodnje Prebukovje                      | Comuna Slovenska Bistrica                 |         |
| Spodnje Preloge                         | Comuna Slovenske Konjice                  |         |
| Spodnje Roje                            | Comuna Žalec                              |         |
| Spodnje Sečovo                          | Comuna Rogaška Slatina                    |         |
| Spodnje Selce                           | Comuna Šmarje pri Jelšah                  |         |
| Spodnje Slemene                         | Comuna Šentjur                            |         |
| Spodnje Stranice                        | Comuna Zreče                              |         |
| Spodnje Stranje                         | Comuna Kamnik                             |         |
| Spodnje Škofije                         | Comuna urbană Koper                       |         |
| Spodnje Tinsko                          | Comuna Šmarje pri Jelšah                  |         |
| Spodnje Verjane                         | Comuna Sveta Trojica v Slovenskih goricah |         |
| Spodnje Vetrno                          | Comuna Tržič                              |         |
| Spodnje Vodale                          | Comuna Sevnica                            |         |
| Spodnje Vrtiče                          | Comuna Kungota                            |         |
| Spodnji Boč                             | Comuna Selnica ob Dravi                   |         |
| Spodnji Brnik                           | Comuna Cerklje na Gorenjskem              |         |
| Spodnji Čačič                           | Comuna Osilnica                           |         |
| Spodnji Dolič                           | Comuna Vitanje                            |         |
| Spodnji Duplek                          | Comuna Duplek                             |         |
| Spodnji Gabrnik                         | Comuna Rogaška Slatina                    |         |
| Spodnji Gaj pri Pragerskem              | Comuna Kidričevo                          |         |
| Spodnji Gasteraj                        | Comuna Sveti Jurij v Slovenskih goricah   |         |
| Spodnji Hotič                           | Comuna Litija                             |         |
| Spodnji Ivanjci                         | Comuna Gornja Radgona                     |         |
| Spodnji Jakobski Dol                    | Comuna Pesnica                            |         |
| Spodnji Jernej                          | Comuna Slovenske Konjice                  |         |
| Spodnji Kamenščak                       | Comuna Ljutomer                           |         |
| Spodnji Ključarovci                     | Comuna Ormož                              |         |
| Spodnji Kocjan                          | Comuna Radenci                            |         |
| Spodnji Leskovec                        | Comuna Videm                              |         |
| Spodnji Log                             | Comuna Kočevje                            |         |
| Spodnji Log                             | Comuna Litija                             |         |
| Spodnji Otok                            | Comuna Radovljica                         |         |
| Spodnji Petelinjek                      | Comuna Lukovica                           |         |
| Spodnji Porčič                          | Comuna Lenart                             |         |
| Spodnji Prekar                          | Comuna Moravče                            |         |
| Spodnji Razbor                          | Comuna urbană Slovenj Gradec              |         |
| Spodnji Slemen                          | Comuna Selnica ob Dravi                   |         |
| Spodnji Stari Grad                      | Comuna Krško                              |         |
| Spodnji Tuštanj                         | Comuna Moravče                            |         |
| Spodnji Velovlek                        | Comuna urbană Ptuj                        |         |
| Spodnji Vrsnik                          | Comuna Idrija                             |         |
| Spodnji Žerjavci                        | Comuna Lenart                             |         |
| Spuhlja                                 | Comuna urbană Ptuj                        |         |
| Srakovlje                               | Comuna urbană Kranj                       |         |
| Srebotje                                | Comuna Šentilj                            |         |
| Srebrniče                               | Comuna urbană Novo mesto                  |         |
| Srebrnik                                | Comuna Bistrica ob Sotli                  |         |
| Sredgora                                | Comuna Semič                              |         |
| Središče ob Dravi                       | Comuna Središče ob Dravi                  |         |
| Središče                                | Comuna Moravske Toplice                   |         |
| Srednik                                 | Comuna Sevnica                            |         |
| Srednja Bela                            | Comuna Preddvor                           |         |
| Srednja Bistrica                        | Comuna Črenšovci                          |         |
| Srednja Dobrava                         | Comuna Radovljica                         |         |
| Srednja Kanomlja                        | Comuna Idrija                             |         |
| Srednja vas - Goriče                    | Comuna urbană Kranj                       |         |
| Srednja vas pri Dragi                   | Comuna Loški potok                        |         |
| Srednja vas pri Kamniku                 | Comuna Kamnik                             |         |
| Srednja vas pri Polhovem Gradcu         | Comuna Dobrova - Polhov Gradec            |         |
| Srednja vas pri Šenčurju                | Comuna Šenčur                             |         |
| Srednja vas v Bohinju                   | Comuna Bohinj                             |         |
| Srednja vas                             | Comuna Radovljica                         |         |
| Srednja vas                             | Comuna Semič                              |         |
| Srednja vas - Loški potok               | Comuna Loški potok                        |         |
| Srednja vas - Poljane                   | Comuna Gorenja vas - Poljane              |         |
| Srednje Arto                            | Comuna Krško                              |         |
| Srednje Bitnje                          | Comuna urbană Kranj                       |         |
| Srednje Brdo                            | Comuna Gorenja vas - Poljane              |         |
| Srednje Gameljne                        | Comuna urbană Ljubljana                   |         |
| Srednje Grčevje                         | Comuna urbană Novo mesto                  |         |
| Srednje Jarše                           | Comuna Domžale                            |         |
| Srednje Laknice                         | Comuna Mokronog - Trebelno                |         |
| Srednje Pijavško                        | Comuna Krško                              |         |
| Srednje                                 | Comuna urbană Maribor                     |         |
| Srednji Dolič                           | Comuna Mislinja                           |         |
| Srednji Gasteraj                        | Comuna Sveti Jurij v Slovenskih goricah   |         |
| Srednji Globodol                        | Comuna Mirna Peč                          |         |
| Srednji Lipovec                         | Comuna Žužemberk                          |         |
| Srednji Potok                           | Comuna Kostel                             |         |
| Srednji Radenci                         | Comuna Črnomelj                           |         |
| Srednji Vrh                             | Comuna Dobrova - Polhov Gradec            |         |
| Srednji vrh                             | Comuna Kranjska Gora                      |         |
| Sremič                                  | Comuna Krško                              |         |
| Srgaši                                  | Comuna urbană Koper                       |         |
| Srnjak                                  | Comuna Velike Lašče                       |         |
| Srobotnik ob Kolpi                      | Comuna Kostel                             |         |
| Srobotnik pri Velikih Laščah            | Comuna Velike Lašče                       |         |
| Sromlje                                 | Comuna Brežice                            |         |
| Srpenica                                | Comuna Bovec                              |         |
| Srževica                                | Comuna Šentjur                            |         |
| Stahovica                               | Comuna Kamnik                             |         |
| Staje                                   | Comuna Ig                                 |         |
| Stan                                    | Comuna Mirna                              |         |
| Stanečka vas                            | Comuna Majšperk                           |         |
| Stanetinci                              | Comuna Cerkvenjak                         |         |
| Stanetinci                              | Comuna Sveti Jurij ob Ščavnici            |         |
| Stanežiče                               | Comuna urbană Ljubljana                   |         |
| Staniše                                 | Comuna Škofja Loka                        |         |
| Stanjevci                               | Comuna Gornji Petrovci                    |         |
| Stankovo                                | Comuna Brežice                            |         |
| Stanošina                               | Comuna Podlehnik                          |         |
| Stanovišče                              | Comuna Kobarid                            |         |
| Stanovno                                | Comuna Ormož                              |         |
| Stanovsko                               | Comuna Poljčane                           |         |
| Stara Bučka                             | Comuna Škocjan                            |         |
| Stara Cerkev                            | Comuna Kočevje                            |         |
| Stara Cesta                             | Comuna Ljutomer                           |         |
| Stara Fužina                            | Comuna Bohinj                             |         |
| Stara Gora pri Šentilju                 | Comuna Šentilj                            |         |
| Stara Gora pri Velikem Gabru            | Comuna Šmartno pri Litiji                 |         |
| Stara Gora                              | Comuna Benedikt                           |         |
| Stara Gora                              | Comuna urbană Nova Gorica                 |         |
| Stara Gora                              | Comuna Sveti Jurij ob Ščavnici            |         |
| Stara Gora                              | Comuna Mirna                              |         |
| Stara Lipa                              | Comuna Črnomelj                           |         |
| Stara Loka                              | Comuna Škofja Loka                        |         |
| Stara Nova vas                          | Comuna Križevci                           |         |
| Stara Oselica                           | Comuna Gorenja vas - Poljane              |         |
| Stara Sela                              | Comuna Kamnik                             |         |
| Stara Sušica                            | Comuna Pivka                              |         |
| Stara vas                               | Comuna Postojna                           |         |
| Stara vas - Bizeljsko                   | Comuna Brežice                            |         |
| Stara Vrhnika                           | Comuna Vrhnika                            |         |
| Stare Slemene                           | Comuna Slovenske Konjice                  |         |
| Stare Žage                              | Comuna Dolenjske Toplice                  |         |
| Stari Breg                              | Comuna Kočevje                            |         |
| Stari Dvor                              | Comuna Radeče                             |         |
| Stari Grad v Podbočju                   | Comuna Krško                              |         |
| Stari Grad                              | Comuna Krško                              |         |
| Stari Grad                              | Comuna Makole                             |         |
| Stari Kot                               | Comuna Loški potok                        |         |
| Stari Log                               | Comuna Kočevje                            |         |
| Stari Log                               | Comuna Slovenska Bistrica                 |         |
| Stari trg ob Kolpi                      | Comuna Črnomelj                           |         |
| Stari trg pri Ložu                      | Comuna Loška Dolina                       |         |
| Stari trg                               | Comuna Ivančna Gorica                     |         |
| Stari trg                               | Comuna urbană Slovenj Gradec              |         |
| Starihov Vrh                            | Comuna Semič                              |         |
| Staro Brezje                            | Comuna Kočevje                            |         |
| Staro selo                              | Comuna Kobarid                            |         |
| Starod                                  | Comuna Ilirska Bistrica                   |         |
| Starošince                              | Comuna Kidričevo                          |         |
| Starše                                  | Comuna Starše                             |         |
| Stavča vas                              | Comuna Žužemberk                          |         |
| Stavešinci                              | Comuna Gornja Radgona                     |         |
| Stavešinski Vrh                         | Comuna Gornja Radgona                     |         |
| Stebljevek                              | Comuna Kamnik                             |         |
| Stegne                                  | Comuna Moravče                            |         |
| Stehanja vas                            | Comuna Trebnje                            |         |
| Stelnik                                 | Comuna Kostel                             |         |
| Stenica                                 | Comuna Vitanje                            |         |
| Stepani                                 | Comuna urbană Koper                       |         |
| Steske                                  | Comuna urbană Nova Gorica                 |         |
| Stična                                  | Comuna Ivančna Gorica                     |         |
| Stirpnik                                | Comuna Škofja Loka                        |         |
| Stiška vas                              | Comuna Cerklje na Gorenjskem              |         |
| Stogovci                                | Comuna Apače                              |         |
| Stogovci                                | Comuna Majšperk                           |         |
| Stojanski Vrh                           | Comuna Brežice                            |         |
| Stojnci                                 | Comuna Markovci                           |         |
| Stolnik                                 | Comuna Kamnik                             |         |
| Stolovnik                               | Comuna Krško                              |         |
| Stomaž                                  | Comuna Ajdovščina                         |         |
| Stomaž                                  | Comuna Sežana                             |         |
| Stopce                                  | Comuna Laško                              |         |
| Stopče                                  | Comuna Šentjur                            |         |
| Stope                                   | Comuna Velike Lašče                       |         |
| Stoperce                                | Comuna Majšperk                           |         |
| Stopiče                                 | Comuna urbană Novo mesto                  |         |
| Stopnik                                 | Comuna Tolmin                             |         |
| Stopnik                                 | Comuna Vransko                            |         |
| Stopno                                  | Comuna Makole                             |         |
| Stopno                                  | Comuna Škocjan                            |         |
| Strahinj                                | Comuna Naklo                              |         |
| Strahomer                               | Comuna Ig                                 |         |
| Strajna                                 | Comuna Podlehnik                          |         |
| Strane                                  | Comuna Postojna                           |         |
| Stranice                                | Comuna Zreče                              |         |
| Stranje pri Dobrniču                    | Comuna Trebnje                            |         |
| Stranje pri Škocjanu                    | Comuna Škocjan                            |         |
| Stranje pri Velikem Gabru               | Comuna Trebnje                            |         |
| Stranje                                 | Comuna Krško                              |         |
| Stranje                                 | Comuna Šmarje pri Jelšah                  |         |
| Stranska vas ob Višnjici                | Comuna Ivančna Gorica                     |         |
| Stranska vas pri Semiču                 | Comuna Semič                              |         |
| Stranska vas                            | Comuna Dobrova - Polhov Gradec            |         |
| Stranska vas                            | Comuna urbană Novo mesto                  |         |
| Stranske Makole                         | Comuna Makole                             |         |
| Stranski Vrh                            | Comuna Litija                             |         |
| Straška Gorca                           | Comuna Šentjur                            |         |
| Straža na Gori                          | Comuna Šentjur                            |         |
| Straža pri Dolu                         | Comuna Vojnik                             |         |
| Straža pri Krškem                       | Comuna Krško                              |         |
| Straža pri Moravčah                     | Comuna Moravče                            |         |
| Straža pri Novi Cerkvi                  | Comuna Vojnik                             |         |
| Straža pri Oplotnici                    | Comuna Oplotnica                          |         |
| Straža pri Raki                         | Comuna Krško                              |         |
| Straža                                  | Comuna Cerkno                             |         |
| Straža                                  | Comuna Lukovica                           |         |
| Straža                                  | Comuna Straža                             |         |
| Straža                                  | Comuna Šentrupert                         |         |
| Straže                                  | Comuna Lenart                             |         |
| Stražgonjca                             | Comuna Kidričevo                          |         |
| Stražica                                | Comuna Vojnik                             |         |
| Stražišče                               | Comuna Cerknica                           |         |
| Stražišče                               | Comuna Ravne na Koroškem                  |         |
| Stražnji Vrh                            | Comuna Črnomelj                           |         |
| Strehovci                               | Comuna Dobrovnik                          |         |
| Strejaci                                | Comuna Dornava                            |         |
| Strelac                                 | Comuna Šmarješke Toplice                  |         |
| Strelci                                 | Comuna Markovci                           |         |
| Strensko                                | Comuna Laško                              |         |
| Strezetina                              | Comuna Ormož                              |         |
| Strjanci                                | Comuna Ormož                              |         |
| Strletje                                | Comuna Velike Lašče                       |         |
| Strmca                                  | Comuna Bloke                              |         |
| Strmca                                  | Comuna Laško                              |         |
| Strmca                                  | Comuna Postojna                           |         |
| Strmec na Predelu                       | Comuna Bovec                              |         |
| Strmec nad Dobrno                       | Comuna Dobrna                             |         |
| Strmec pri Destrniku                    | Comuna Destrnik                           |         |
| Strmec pri Leskovcu                     | Comuna Videm                              |         |
| Strmec pri Ormožu                       | Comuna Ormož                              |         |
| Strmec pri Polenšaku                    | Comuna Dornava                            |         |
| Strmec pri Svetem Florijanu             | Comuna Rogaška Slatina                    |         |
| Strmec                                  | Comuna Idrija                             |         |
| Strmec                                  | Comuna Litija                             |         |
| Strmec                                  | Comuna Luče                               |         |
| Strmec                                  | Comuna Velike Lašče                       |         |
| Strmica                                 | Comuna Škofja Loka                        |         |
| Strmo Rebro                             | Comuna Krško                              |         |
| Strnišče                                | Comuna Kidričevo                          |         |
| Stročja vas                             | Comuna Ljutomer                           |         |
| Strojiči                                | Comuna Osilnica                           |         |
| Strojna                                 | Comuna Ravne na Koroškem                  |         |
| Strtenica                               | Comuna Šmarje pri Jelšah                  |         |
| Strtenik                                | Comuna Slovenske Konjice                  |         |
| Strug                                   | Comuna Makole                             |         |
| Strukovci                               | Comuna Puconci                            |         |
| Strunjan                                | Comuna Piran                              |         |
| Stružnica                               | Comuna Kostel                             |         |
| Stržišče                                | Comuna Sevnica                            |         |
| Stržišče                                | Comuna Tolmin                             |         |
| Studena Gora                            | Comuna Ilirska Bistrica                   |         |
| Studenca                                | Comuna Kamnik                             |         |
| Studence                                | Comuna Hrastnik                           |         |
| Studence                                | Comuna Žalec                              |         |
| Studenčice                              | Comuna Medvode                            |         |
| Studenčice                              | Comuna Radovljica                         |         |
| Studenec na Blokah                      | Comuna Bloke                              |         |
| Studenec pri Krtini                     | Comuna Domžale                            |         |
| Studenec                                | Comuna Postojna                           |         |
| Studenec                                | Comuna Sevnica                            |         |
| Studenec                                | Comuna Trebnje                            |         |
| Studenice                               | Comuna Poljčane                           |         |
| Studeno na Blokah                       | Comuna Bloke                              |         |
| Studeno                                 | Comuna Postojna                           |         |
| Studeno                                 | Comuna Železniki                          |         |
| Studor v Bohinju                        | Comuna Bohinj                             |         |
| Studor                                  | Comuna Gorenja vas - Poljane              |         |
| Suha pri Predosljah                     | Comuna urbană Kranj                       |         |
| Suha                                    | Comuna Škofja Loka                        |         |
| Suhadol                                 | Comuna Laško                              |         |
| Suhadol                                 | Comuna Slovenske Konjice                  |         |
| Suhadole                                | Comuna Komenda                            |         |
| Suhadole                                | Comuna Litija                             |         |
| Suhi Vrh                                | Comuna Moravske Toplice                   |         |
| Suhi Vrh                                | Comuna Prevalje                           |         |
| Suho                                    | Comuna Dobje                              |         |
| Suhor pri Dolenjskih Toplicah           | Comuna Dolenjske Toplice                  |         |
| Suhor                                   | Comuna Kostel                             |         |
| Suhor                                   | Comuna urbană Novo mesto                  |         |
| Suhorje                                 | Comuna Pivka                              |         |
| Suša                                    | Comuna Gorenja vas - Poljane              |         |
| Suša                                    | Comuna Lukovica                           |         |
| Sušak                                   | Comuna Ilirska Bistrica                   |         |
| Sušica                                  | Comuna Ivančna Gorica                     |         |
| Sušje                                   | Comuna Ribnica                            |         |
| Sužid                                   | Comuna Kobarid                            |         |
| Svečane                                 | Comuna Šentilj                            |         |
| Svečina                                 | Comuna Kungota                            |         |
| Sveta Ana v Slovenskih Goricah          | Comuna Sveta Ana                          |         |
| Sveta Barbara                           | Comuna Škofja Loka                        |         |
| Sveta Ema                               | Comuna Podčetrtek                         |         |
| Sveta Planina                           | Comuna Trbovlje                           |         |
| Sveta Trojica                           | Comuna Bloke                              |         |
| Sveta Trojica                           | Comuna Domžale                            |         |
| Sveta Trojica v Slovenskih goricah      | Comuna Sveta Trojica v Slovenskih goricah |         |
| Svetega Petra Hrib                      | Comuna Škofja Loka                        |         |
| Svetelka                                | Comuna Šentjur                            |         |
| Sveti Andrej                            | Comuna Moravče                            |         |
| Sveti Andrej                            | Comuna Škofja Loka                        |         |
| Sveti Anton na Pohorju                  | Comuna Radlje ob Dravi                    |         |
| Sveti Anton                             | Comuna urbană Koper                       |         |
| Sveti Boštjan                           | Comuna Dravograd                          |         |
| Sveti Danijel                           | Comuna Dravograd                          |         |
| Sveti Duh                               | Comuna Bloke                              |         |
| Sveti Duh                               | Comuna Dravograd                          |         |
| Sveti Duh                               | Comuna Škofja Loka                        |         |
| Sveti Duh na Ostrem Vrhu                | Comuna Selnica ob Dravi                   |         |
| Sveti Florijan                          | Comuna Rogaška Slatina                    |         |
| Sveti Florijan nad Škofjo Loko          | Comuna Škofja Loka                        |         |
| Sveti Gregor                            | Comuna Ribnica                            |         |
| Sveti Jernej                            | Comuna Slovenske Konjice                  |         |
| Sveti Jernej nad Muto                   | Comuna Muta                               |         |
| Sveti Jošt nad Kranjem                  | Comuna urbană Kranj                       |         |
| Sveti Jurij                             | Comuna Grosuplje                          |         |
| Sveti Jurij                             | Comuna Rogašovci                          |         |
| Sveti Jurij                             | Comuna Rogatec                            |         |
| Sveti Jurij ob Ščavnici                 | Comuna Sveti Jurij ob Ščavnici            |         |
| Sveti Lenart                            | Comuna Cerklje na Gorenjskem              |         |
| Sveti Lenart                            | Comuna Železniki                          |         |
| Sveti Lovrenc                           | Comuna Prebold                            |         |
| Sveti Ožbolt                            | Comuna Škofja Loka                        |         |
| Sveti Peter                             | Comuna Piran                              |         |
| Sveti Primož na Pohorju                 | Comuna Vuzenica                           |         |
| Sveti Primož nad Muto                   | Comuna Muta                               |         |
| Sveti Štefan                            | Comuna Šmarje pri Jelšah                  |         |
| Sveti Tomaž                             | Comuna Sveti Tomaž                        |         |
| Sveti Trije Kralji                      | Comuna Radlje ob Dravi                    |         |
| Sveti Trije Kralji v Slovenskih goricah | Comuna Benedikt                           |         |
| Sveti Vid                               | Comuna Cerknica                           |         |
| Sveti Vid, Vuzenica                     | Comuna Vuzenica                           |         |
| Sveti Vrh                               | Comuna Mokronog - Trebelno                |         |
| Svetina                                 | Comuna Štore                              |         |
| Svetinci                                | Comuna Destrnik                           |         |
| Svetinja                                | Comuna Trebnje                            |         |
| Svetli Dol                              | Comuna Štore                              |         |
| Sveto                                   | Comuna Komen                              |         |
| Svibnik                                 | Comuna Črnomelj                           |         |
| Svibno                                  | Comuna Radeče                             |         |
| Svinjsko                                | Comuna Sevnica                            |         |
| Svino                                   | Comuna Kobarid                            |         |
| Svržaki                                 | Comuna Metlika                            |         |

Lista localităților:
A -
B -
C -
Č -
D -
E -
F -
G -
H -
I -
J -
K -
L -
M -
N -
O -
P -
R -
S -
Š -
T -
U -
V -
Z -
Ž